# Kościół św. Wojciecha w Lisiej Górze
Kościół Świętego Wojciecha – rzymskokatolicki kościół parafialny należący do parafii Matki Bożej Różańcowej w Lisiej Górze (dekanat Tarnów Północ diecezji tarnowskiej).
Obecna świątynia została wzniesiona w latach 1716−28 na miejscu drewnianej, spalonej w 1710 roku. Nowa świątynia została również uszkodzona przez pożar w 1747 roku, a następnie została wyremontowana. W 2. połowie XIX wieku kościół został rozbudowany poprzez przedłużenie nawy, wybudowanie wieży oraz zakrystii od strony południowej.
Jest to budowla barokowa, murowana, wzniesiona z cegły i otynkowana. Posiada jedną nawę z prezbiterium zamkniętym ścianą prostą, po bokach którego są umieszczone przybudówki zakrystyjne. Przy nawie znajdują się dwie kaplice od strony południowej i północnej, wieża od strony zachodniej oraz przedsionek od strony południowej zwany babińcem. Wnętrze nakrywa sklepienie kolebkowe z lunetami. Otwór tęczy jest półkolisty. Wieża posiada przedsionek w przyziemiu i jest nakryta neobarokowym dachem hełmowym w 1978 roku. Kościół posiada dach dwuspadowy nakryty blachą. Nad nawą główną znajduje się mała wieżyczka. Polichromia o charakterze figuralnym i ornamentalnym powstała w 1925 roku i jest dziełem Stanisława Gucwy.
Ołtarz główny w stylu późnobarokowym posiada bramki po bokach oraz rzeźby świętych i aniołów; w polu głównym jest umieszczony obraz Najświętszej Maryi Panny oraz drugi obraz na zasuwie św. Wojciecha ukazywany w kwietniu. Natomiast w górnej kondygnacji znajduje się owalny obraz Matki Boskiej Różańcowej ze świętymi: Dominikiem i Katarzyną Sieneńską, w stylu późnobarokowym powstały w 2. połowie XVIII wieku. Dwa ołtarze boczne, w stylu późnobarokowym pochodzą z 2. połowy XVIII wieku: Serca Pana Jezusa i świętego Antoniego. W kaplicach bocznych dawniej znajdowały się kolejne dwa ołtarze boczne z przełomu XVIII i XIX wieku: świętej Anny oraz Przemiemienia Pańskiego. W latach osiemdziesiątych ołtarze zostały usunięte, a w ich miejsce wstawione konfesjonały. Do dziś w bocznych kaplicach pozostały obrazy z dawnych bocznych ołtarzy: świętej Anny i Przemienienia Pańskiego. Ponadto do lat osiemdziesiątych XX wieku obok ambony znajdował się ołtarz boczny świętego Stanisława Biskupa i 
Męczennika, a obok chrzcielnicy ołtarz boczny świętego Józefa. Współcześnie w miejscu tych dwóch ołtarzy pozostały same tylko obrazy tychże świętych. Chrzcielnica wykonana z marmuru, w stylu późnobarokowym pochodzi z XVIII wieku i jest ozdobiona płaskorzeźbionym rokokowym zapleckiem ze sceną Chrztu Chrystusa w Jordanie, wykonanym w 2. połowie XVIII wieku. Ambona w stylu rokokowym jest ozdobiona rzeźbami czterech Ojców Kościoła na parapecie oraz Najświętszej Maryi Panny Niepokalanie Poczętej na baldachimie. W kościele znajdowały się dawniej stalle i balaski komunijne, które zostały usunięte w latach osiemdziesiątych i dziewięćdziesiątych. Na belce tęczowej znajduje się krucyfiks późnogotycki z XVI albo XVII wieku, a także rzeźby Matki Bożej i świętego Jana Ewangelisty, w stylu późnobarokowym powstałe pod koniec XVIII wieku. Świątynia posiada ponadto duży krucyfiks w stylu późnobarokowym, który umieszczony jest w przedsionku pod  wieżą oraz cztery konfesjonały. Organy o 15 głosach są dziełem Tomasza Falla i powstały na przełomie XIX i XX wieku. W kościele znajduje się wiele zabytkowych szat liturgicznych: ornaty, kapy, stuły, manipularze, welony kielichowe, bursy do przechowywania korporału; a także zabytkowe feretrony i chorągwie procesyjne. 
Kościół posiada cztery dzwony. Na dużej wieży: „św. Wojciech" odlany w 1936 roku oraz „Matka Boża Różańcowa" i „św. Stanisław Kostka" odlane w 1979 roku. Na małej wieżyczce mały dzwon zwany sygnaturką, którym dzwoniono 5 minut przed rozpoczęciem Mszy świętej.